# Adolphe Christyn de Ribaucourt
Adolphe Christyn de Ribaucourt, né le 16 août 1837 à Perk et y décédé le 27 août 1911 est un homme politique catholique belge.

## Biographie
Adolphe Florimond Ghislain Christyn de Ribaucourt est le fils du comte Prosper de Ribaucourt, sénateur (1796-1882) et de la comtesse Marie de Thiennes de Lombise (1806-1887). 
En 1863, il épouse la comtesse Berthe de Liedekerke (1842-1866), fille du comte Honoré de Liedekerke et petite-fille de Joseph de Clermont-Mont-Saint-Jean. Ils ont trois filles : Marie (1864-1892) ∞ baron Friedrich von und zu Mentzingen (1856-1922), Élisabeth (1865-1931) ∞ baron Gaëtan della Faille d'Huysse (1845-1926) et Louise (1866-1952) ∞ vicomte Amaury Obert de Thieusies (1858-?).
En 1873, il épouse Madeleine du Bois d'Aische (1849-1911), petite-fille du baron Ferdinand du Bois et de Philippe Vilain XIIII. Ils ont neuf enfants : Claire (1874-1951) ∞ vicomte Albert Desmaisières (1860-1906),Robert (1875-1959) ∞ Pia Darrigade (1878-1951), Philippe (1876-1930), prêtre, Gaëtane (1877-1963), Xavier (1878-1946), prêtre, Adrien (1879-1918) ∞ Laure Stoclet (1882-1960), Gaston (1882-1961) ∞ Isaure Coustant d'Yanville (1888-1966), Sabine (1884-1980) ∞ baron Adhémar de Roÿer de Dour de Fraula (1880-1946), Zoé Marie (1888-1962) ∞ comte Emmanuel de Pinto (1880-1959).
Il est docteur en droit, bourgmestre de Perk et, de 1878 à 1911, sénateur de l'arrondissement de Termonde-Saint-Nicolas. Il a été 1er secrétaire du bureau du Sénat. 
Au Sénat, il s'occupait des questions d'agriculture et d'élevage. Sa compétence dans ce domaine lui a valu d'être nommé président du Conseil supérieur de l'agriculture. 
Il était passionné d'équitation et de courses hippiques, étant vice-président du jockey-club. Il possédait un des plus remarquables haras de course de Belgique.
Il décède le 27 août 1911 au château de Perk et ses funérailles sont célébrées à Perk.

## Distinctions
- Grand officier de l'ordre de Léopold (en mai 1908).

## Sources
- E. MEUWISSEN, Richesse oblige: la Belle Époque des grandes fortunes
- Arbre généalogique